# Дмитрий Хворостовски
Дмитрий Александрович Хворостовски (на руски: Дмитрий Александрович Хворостовский) е руски оперен певец, баритон.

## Биография
Дмиртрий Хворостовски е роден в град Красноярск на 16 октомври 1962 г. Завършва Красноярското педагогическо училище и Красноярския държавен институт за изкуство в класа на професор Е. Иофел. Започва творческия си път като солист в Красноярския държавен театър за опера и балет през 1985 г.
Печели Международния конкурс за оперни певци в Кардиф през 1989 г. Получава ангажименти и от 1990 г. пее в Лондонския кралски театър, Баварската държавна опера, Берлинската държавна опера, Миланската Ла Скала, Виенската държавна опера, Аржентинския театър Колон, Метрополитен опера и Чикагската опера в САЩ, Маринския театър и театър Нова Опера в Руската федерация, оперната сцена на Залцбургския фестивал и др.
Живее в Лондон от 1994 г. Лично поддържа Балтийския симфоничен оркестър. През юни 2015 г. заболява (мозъчен тумор) и оттогава преминава курс на лечение. Подновява концертната си дейност от септември 2015 г.
Умира на 22 ноември 2017 г.

### Семейство
Първа съпруга – Светлана (1959 – 2015). Развеждат се през 1999 г. Деца – Мария (от първи брак на съпругата), Александра и Данаил (близнаци). Втора съпруга – Флоранс. Деца – Максим и Нина.

## Дискография
- Tchaikovsky and Verdi Arias (1990)
- Пиетро Маскани. „Селска чест“ (1990)
- Russian Romances (1991)
- Пьотър Чайковски. „Евгений Онегин“ (1993)
- Traviata, Kiri Te Kanawa (1993)
- Songs and Dances of Death (1994)
- Rossini, Songs of Love and Desire (1994)
- Dark Eyes (1994)
- Tchaikovsky, My Restless Soul (1995)
- Dmitri (1996)
- Russia Cast Adrift (1996)
- Credo (1996)
- Г. Свиридов-„Отчалившая Русь“ (1996)
- Джузепе Верди. „Дон Карлос“ (1997)
- Russia’s War (1997)
- Kalinka (1998)
- Arie Antiche (1998)
- Arias & Duets, Borodina (1998)
- Николай Римски-Корсаков. „Царская невеста“ (1999)
- Пьотър Чайковски. „Иоланта“ (1990)
- Don Giovanni: Leporello’s Revenge (2000)
- Verdi, La traviata (2001)
- From Russia With Love (2001)
- Passione di Napoli (2001)
- Russian Sacred Choral Music (2002)
- Пьотър Чайковски. „Дама пика“ (2003)
- „Песни от военните години“ (2003)
- Георгий Свиридов. „Петербург“ (2004)
- Дмитрий Хворостовски в Москва (2004)
- Songs and Dances of Death Symphonic dances (2005)
- Любими съветски песни (2005)
- Пьотър Чайковски. „Дама пика“ (2005)
- I Met You, My Love (2005)
- Verdi Arias (2005)
- Moscow Nights (2005)
- Portrait (2006)
- Heroes and Villains (2007)
- „Евгени Онегин“ (2007)
- Дежа Вю (2009)
- Tchaikovsky Romances (2010)
- Pushkin Romances (2010)
- Verdi- Rigoletto (2017)

## Награди
- Заслужил артист на РСФСР (1990)
- Народен артист на Руската федерация (1995)
- Почетен гражданин на: Красноярск (2000), Кемеровска област (2006) и Красноярския край (2015)
- Премия Opera News Award (2012)
- Орден „Свети Александър Невски“ (2015)
- Почетен медал „За заслуги в делото за защита на децата на Русия“ (2015)

През живота му е номиниран за „Грами“ 4 пъти:
- - 1992 (категория „Най-добър класически запис“: „Дама Пика“ (Чайковски),
  - 1994 (категория „Най-добър класически вокал изпълнение“: „Песни и танци на смъртта“ (Мусоргски, Римски-Корсаков, Бородин и др.),
  - 2008 (категория „Най-добър класически запис“: „Евгени Онегин“ (Чайковски),
  - 2017 (категория „Най-добър класически вокал солов албум“.